# Defensor civitatis
Ein defensor civitatis (auch defensor plebis) war im spätantiken Römischen Reich ein Staatsbeamter, der die Bevölkerung vor ungerechter und übermäßiger Besteuerung schützen sollte.
Von besonderer Bedeutung war dies außerhalb der Stadt Rom in den Gemeinden des Reiches, wo die Eintreibung der Steuern Aufgabe der Dekurionen, also der lokalen Oberschicht war. Diese haftete mit ihrem persönlichen Vermögen für die Aufbringung der geforderten Mittel und versuchte daher um jeden Preis, ausreichend Geld von den einfachen Bürgern einzutreiben oder sich sogar persönlich zu bereichern. Anfang des 4. Jahrhunderts wurde also das Amt des defensor civitatis geschaffen, der die Steuereintreibung überwachen sollte. Daneben erhielt er im Laufe der Zeit noch verschiedene administrative und judikative Funktionen. So war er bei der Bestellung von Vormündern tätig, beglaubigte Rechtsgeschäfte und urteilte über Bagatelldelikte.
Zunächst wurde der defensor civitatis vom Prätorianerpräfekten auf Lebenszeit ernannt. Später fiel die Wahl den oberen Ständen (einschließlich des Klerus) zu und seine Amtszeit wurde auf eine bestimmte Anzahl von Jahren beschränkt. Er sollte unbescholten sein und bereits ein hohes Amt innegehabt haben, aber nicht selbst Dekurio sein.
Letztlich wurde jedoch deutlich, dass die Amtsträger ihre Aufgabe entweder nicht durchsetzen konnten oder aber dies gar nicht wollten, da sie sich – beispielsweise durch Korruptheit – selbst bereichern wollten. Schließlich wurde der defensor civitatis – auch auf Druck der Dekurionen – in die allgemeine Reichsverwaltung integriert und damit Teil genau jenes Apparates, vor dem er die Bürgerschaft ursprünglich schützen sollte. Darüber hinaus übernahm er nun selbst die Eintreibung der Steuern zumindest von der Unterschicht. Die Schutzfunktion für das Volk ging faktisch auf die christlichen Bischöfe über.